# Balor
Balor o Balar és el nom d'un personatge de la mitologia celta, rei de la raça de gegants fomorians, déus de la Mort, del Mal i de la Nit. Balor era famós per tenir un sol ull (en tenia un altre al clatell que s'obria temporalment llançant raigs). Quan Balor era un nen, va mirar una poció elaborada pels druides del seu pare, i els fums li van fer créixer un ull enorme i verinós. L'ull l'havien d'obrir els assistents i matava qualsevol cosa que mirés. Segons les profecies havia de ser mort pel seu net Lug. Per aquest motiu Balor va intentar impedir-ho tancant la seva filla i matant la seva descendència, sense èxit. Segons la mitologia irlandesa el gegant Buarainech va ser el seu pare.